# Jamel Saihi
Jamel Saihi (Montpellier, 27 gennaio 1987) è un ex calciatore francese naturalizzato tunisino, di ruolo centrocampista.

## Palmarès

### Club

#### Competizioni Nazionali
- Campionato francese: 1

Montpellier: 2011-2012